# Нервюра (архітектура)
Нервюра (фр. nervure, від лат. nervus — «жила») — ребро склепіння. Зустрічаються ще в гіпогеях (погребальних камерах) Стародавнього Риму, в романській архітектурі XI–XII ст. Найбільшого розвитку набули в готичній архітектурі, де утворювали складні рисунки, зокрема зірчасті, або у формі віяла. Для готики характерним є складний профіль нервюр. Застосовані у великій кількості, з елементу конструктивного із часом стали виконувати більш декоративну функцію.

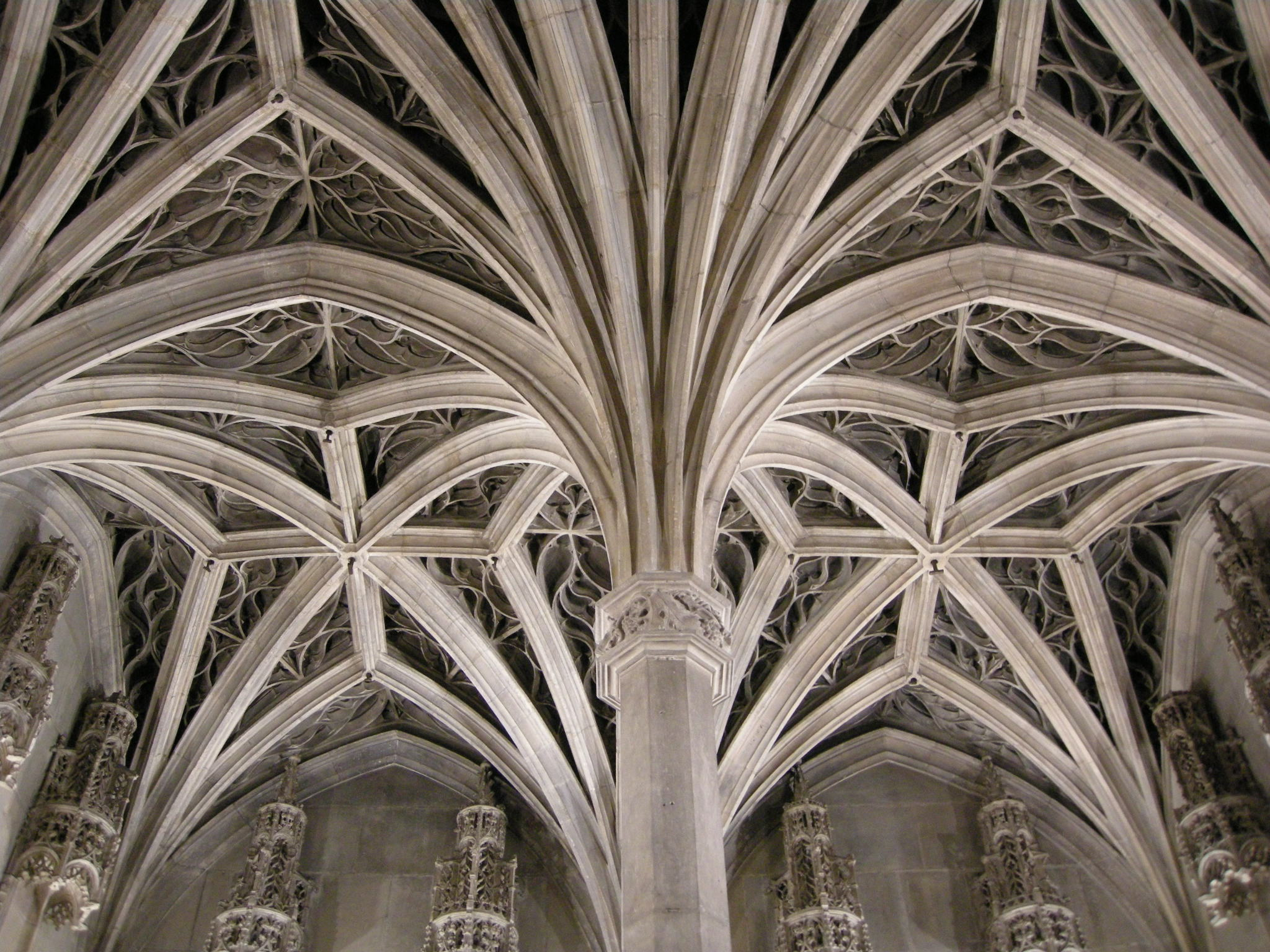
Нервюрні склепіння каплиці в Клюні, Франція.
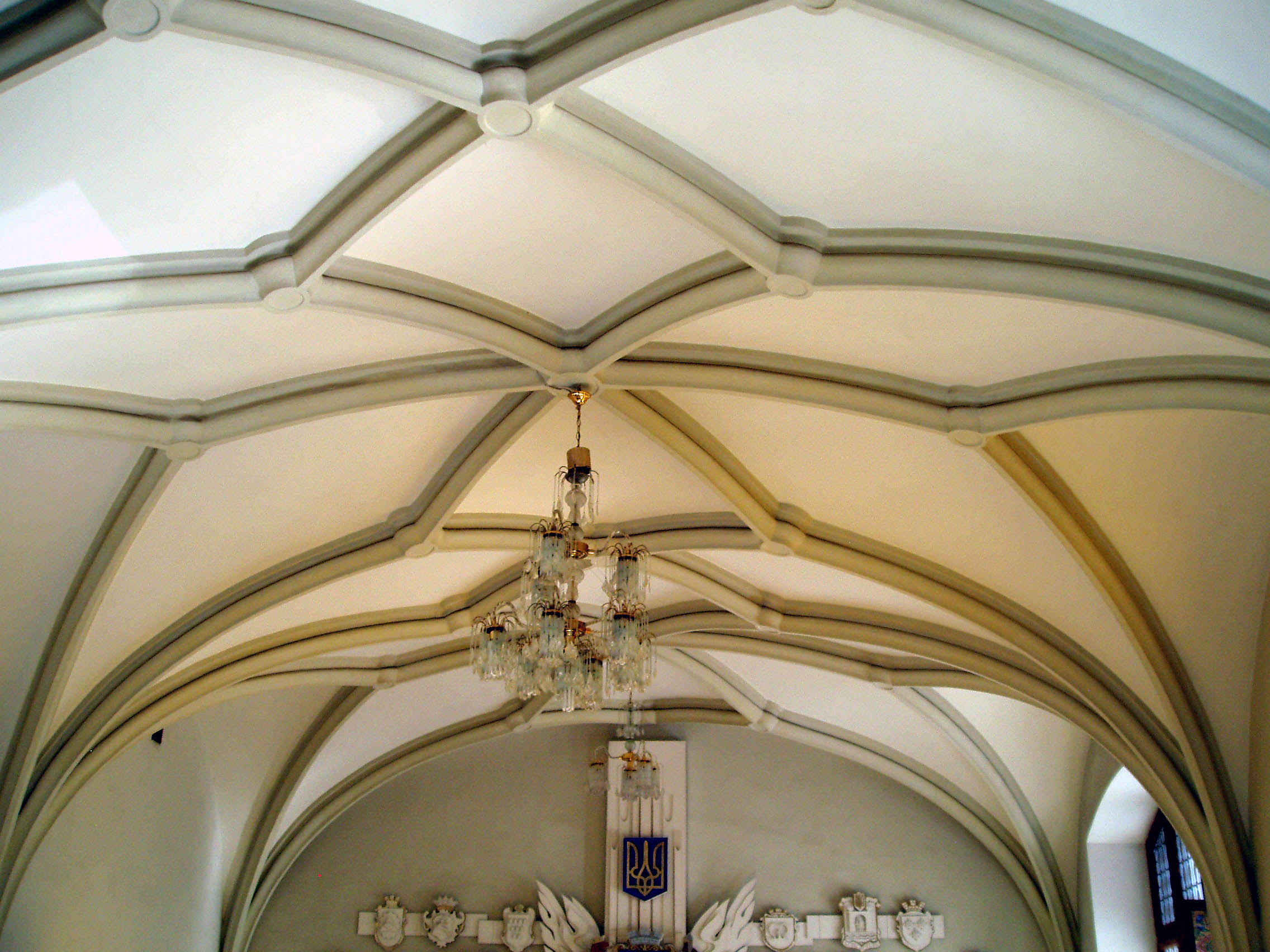
Нервюрне склепіння у вестибюлі пожежного управління у Львові.
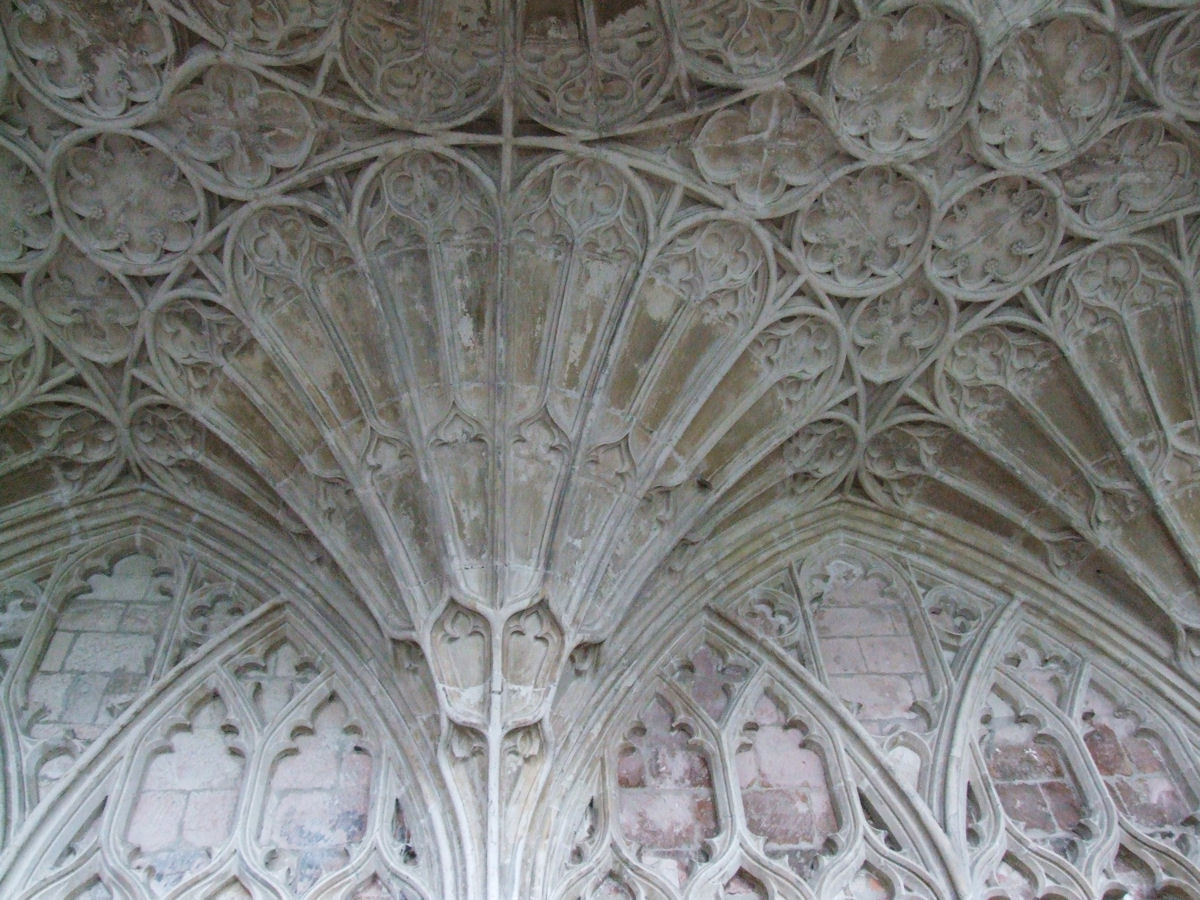
Глостерський собор, Англія. Приклад нервюр, що виконують функцію декору.